# StarDict
StarDict est une application, comportant une interface graphique et une interface en ligne de commande, permettant de consulter des dictionnaires hors ligne et en ligne, ainsi que de faire des traductions automatiques en ligne. C'est un logiciel libre distribué sous licence GNU GPL et disponible pour Linux, Windows, FreeBSD, Solaris et Mac OS X.
Il permet d'utiliser plusieurs dictionnaires et de chercher une entrée simultanément dans ces dictionnaires.
Le chef de projet est Hú Zhèng (胡正) et est une évolution de StarDic développé par Mǎ Sū'ān (馬蘇安/马苏安). Il est accompagné dans le développement par Sergey, Evgeniy et Tao Wang, et a également obtenu des contributions d'Alex Murygin
Ce logiciel est accompagné de l'outil stardict-tools, permettant la décompilation et compilation de nouveaux dictionnaires du format text brut avec les entrées formattés du type "entrée<tab>définition' au format DICT. L'outil linguae est un outil permettant d'éditer ces dictionnaires.

## Dictionnaires StarDict et installation
StarDict ne comporte à la base aucun dictionnaire. Il faut les installer soi-même, de nombreux sont disponibles sur le site du logiciel. Il peut également lire des articles encyclopédiques comme ceux de Wikipédia.
En plus de nombreux dictionnaires bilingues, moins complets que ceux des grandes maisons d'édition, mais augmentables (à l'aide des stardict-tools et d'un simple éditeur de texte), StarDict peut faire fonctionner différents dictionnaires libres ou du domaine public, dont voici quelques exemples :
- les Wiktionnaires de Wikimédia
- le Littré
- le dictionnaire de l'Académie française (7e édition, 1878 et 8e édition, 1932-1935)
- de nombreux dictionnaires chinois ainsi que des dictionnaires langues européennes-asiatiques[Lesquels ?]
- le Webster de 1913
- WordNet
- Un treedict principalement utile pour le chinois (jargons, numéros utiles, recherche des caractères par clés ou prononciation)

Pour installer un dictionnaire sous Linux, il suffit de décompresser son archive dans /usr/share/stardict/dic/ (usr/share/stardict/treedict contient un dictionnaire chinois très pratique pour le chinois, avec recherche par clé/nombre de trait et des informations pratique sur la République populaire de Chine ; indicatifs téléphoniques, informations sur les provinces, etc.)
Pour installer un dictionnaire sous Windows, il faut trouver, dans le répertoire d'installation de StarDict, le sous-répertoire dic. On y décompressera alors (en utilisant un outil comme 7-zip) le fichier .tar et le fichier .bz2 pour aboutir avec un sous-répertoire qui devrait alors comporter trois fichiers (mais d'autres se créeront automatiquement à la première utilisation de StarDict). Les fichiers compressés n'ont alors plus d'utilité et peuvent être effacés si on le désire.
Pour installer un dictionnaire dans Mac OS X, il faut télécharger à partir du net les dictionnaires StarDict de son choix ainsi que l'application libre DictUnifier. Pour trouver un site open source qui offre la liste des dictionnaires, il suffit de taper le mot stardict dans un moteur de recherche. Les fichiers obtenus se présentent sous l'aspect d'archives .tar.bz2. Il ne faut pas les décompresser "manuellement" (en double-cliquant dessus par exemple). Il faut lancer DictUnifier, sélectionner le fichier compressé à l'endroit où on l'a téléchargé sur son disque dur et DictUnifier fera le travail de décompression et d'installation dans le dossier /Utilisateurs/nom_du_compte/Bibliothèque/Dictionaries. Enfin, pour utiliser les dictionnaires StarDict, il suffira de Dictionnaire, inclus dans Mac OS X. Les fichiers compressés n'ont alors plus d'utilité et peuvent être effacés ou archivés.

## Interfaces similaires
StarDict (qui lit les dictionnaires sous format DICT) n'est pas le seul logiciel de sa catégorie, on trouve également de nombreuses interfaces fonctionnant selon le même principe. C'est le cas de Babiloo (logiciel libre aussi qui lit les dictionnaires au format DICT, dont la plupart ou même l'intégralité a été convertie au format DICT[Quoi ?]), de Babylon (logiciel propriétaire ayant une limite d'utilisation gratuite de 30 jours) et d'Everest, graticiel. Linguae est un gestionnaire de dictionnaires.

## Logiciels compatibles avec les dictionnaires Stardict
Il existe des logiciels compatibles avec le format stardict pour les différentes plates-formes mobiles :
- Android : ColorDict[6], Dict Aide, GoldenDict[7], Alpus[8], Wordmate[9] ou encore AntTek[10].
- iOS :  Alpus[8], GuruDic[11], TouchDict, weDict, Dictionary Universal et d'autres, ainsi que le logiciel libre iStarDict, disponible sur le magasin Cydia.
- Firefox OS : FireDict[12].
- Linux : Babiloo, GoldenDict ou Qstardict. L'outil de traduction OmegaT permet d'utiliser les dictionnaires Stardict pour aider à la traduction[13].
- Maemo et MeeGo : mDictionary[14].
- Nintendo DS : NewDictS[15].
- Windows Phone : gTongue Dictionary ?

## Édition des dictionnaires
Un autre paquet, stardict-tools, contient un éditeur pour créer, convertir, corriger et enrichir les dictionnaires existants. Il s'agit d'un compilateur/décompilateur entre le format stardict et du texte brut.